# Grundbuchverfügung
Grundbuchverfügung (GBV) ist der amtliche Kurztitel für die Verordnung zur Durchführung der Grundbuchordnung vom 8. August 1935. Sie wurde am 24. Januar 1995 neu bekanntgemacht und regelt nunmehr in 114 Paragraphen und 12 Anlagen das Aussehen und den Inhalt von Grundbüchern.
Geregelt werden u. a. die Größe der Grundbuchbezirke, die äußere Form des Grundbuchs, die Anlage von Grundbuchblättern, die Schließung von Grundbuchblättern, das maschinell geführte Grundbuch und die elektronische Grundakte.